# 養護院
養護院（ようごいん）は愛媛県松山市に所在する寺院である。山号は青面山。宗派は真言宗醍醐派。本尊は青面金剛。四国八十八箇所番外札所、花へんろ第四番札所、風早四国第四十九番札所（釈迦如来）・第五十二番札所（お杖弘法大師）。別名・杖大師。

## 概要
戦国時代の永禄年間（永禄元年（1558年） - 永禄13年（1570年））に廻玄法印によって市内中西外に修験道場として開かれたと伝えられている。当地の祈祷寺となった。
1920年（大正9年）現在の地に移転した。

## 杖大師の由来
伝承では、江戸時代後期の文政8年（1825年）8月25日、風早郡北条に住む亀次郎宅に修行僧が托鉢を請うた。妻が寸志を渡すと僧は大変喜んだ。その後も立ち寄り宿泊すること7度に及んだ。文政9年（1826年）正月、亀次郎の夢枕に修行僧が立ち、仏教の教えを説き、杖・念珠・草履など5品を置いて行ったと言われる。
京都智積院の明星法印はこの話を聞き、四国巡錫の際に亀次郎宅を訪ね詳しく話を聞き、法印は立ち寄った修行僧こそ弘法大師（空海）であると確信し、「仏の慈愛の杖」として紺地金襴の袋に収めて杖を当寺に奉納した。以来、「杖大師」と呼ばれるようになった。